# Presidio de San Francisco
Le Presidio de San Francisco (en espagnol : El Presidio de San Francisco) est un parc situé au nord de la péninsule de San Francisco. Il est géré par le National Park Service des États-Unis dans le cadre de la Golden Gate National Recreation Area. Il se caractérise par de nombreuses aires boisées, des collines et de beaux points de vue sur la baie de San Francisco.

## Histoire
Le presidio était d'abord un fort espagnol construit le 28 mars 1776 sur la décision de Juan Bautista de Anza et construit par José Joaquín Moraga (en) un an plus tard. Puis l'armée américaine s'y installa en 1848. De nombreux généraux de l'US Army, de William Sherman à John Pershing, y résidèrent. Jusqu'à sa fermeture en 1995, il fut la base militaire américaine qui demeura en activité le plus longtemps.
Il comprend notamment :
- la Baker Beach ;
- le cimetière national de San Francisco ;
- Fort Point ;
- l'Inn at the Presidio ;
- le Walt Disney Family Museum ;
- le Letterman Digital Arts Center hébergeant les sièges de Industrial Light & Magic, Lucasfilm, et Lucasfilm Games .

Le film Presidio : Base militaire, San Francisco s'y déroule largement.
Le Presidio est également un lieu emblématique de la saga Star Trek, l'organisation Starfleet y étant basée au XXIIIe siècle.